# Пођолино (Болоња)
Пођолино (итал. Poggiolino) је насеље у Италији у округу Болоња, региону Емилија-Ромања.
Према процени из 2011. у насељу је живело 16 становника. Насеље се налази на надморској висини од 533 м.